# Boston Garden
Il Boston Madison Square Garden, meglio noto come Boston Garden, era un palazzetto dello sport situato nel quartiere West End di Boston, nel Massachusetts.
Prima della sua chiusura, ha ospitato le partite dei Boston Celtics dal 1946 al 1995 e quelle dei Boston Bruins dal 1928 al 1995.
È stato demolito nel 1998.